# Botxàtino
Botxàtino (en rus: Бочатино) és un poble de l'óblast de Leningrad, a Rússia, pertany al districte rural de Boksitogorski. El 2017 tenia 10 habitant.